# Dia da Língua Espanhola nas Nações Unidas
O Dia da Língua Espanhola nas Nações Unidas é um dia comemorado anualmente em 23 de abril desde 2010, instituído pelo Departamento de Informações Públicas da ONU em 19 de fevereiro do mesmo ano.

## Proclamação
Por ocasião do Dia Internacional da Língua Materna, comemorado em 21 de fevereiro, o Departamento de Informação Pública das Nações Unidas anunciou, em 19 de fevereiro de 2010, o lançamento dos Dias das Línguas nas Nações Unidas. O multilinguismo na Organização das Nações Unidas (ONU) é um reflexo de seu compromisso com a inclusão, o respeito à diversidade cultural e a promoção da compreensão mútua entre povos de diferentes regiões linguísticas. A ONU reconhece seis idiomas oficiais: árabe (18 de dezembro), chinês (20 de abril), inglês (23 de abril), francês (20 de março), russo (6 de junho) e espanhol (23 de abril), visando promover seu uso igualitário em todas as operações da organização. Essa política multilíngue não somente facilita a comunicação e a participação eficazes de todos os Estados-membros, mas também serve como uma ferramenta para preservar e celebrar a rica diversidade linguística e cultural do mundo

## Dia da Língua Espanhola
O Dia da Língua Espanhola na ONU é comemorado em 23 de abril, em memória de Miguel de Cervantes. Esse dia destaca a importância do espanhol como língua oficial e busca aumentar a conscientização sobre sua cultura e história. A escolha dessa data reflete a coincidência da morte de Cervantes com a de Shakespeare, destacando a conexão cultural entre as línguas espanhola e inglesa.
A ONU promove o espanhol por meio de serviços de interpretação, tradução e comunicação multilíngue, além de iniciativas como o Grupo de Amigos do Espanhol, criado em 2013 para promover seu uso. Esse foco no multilinguismo reflete o compromisso da ONU com a inclusão e o diálogo intercultural, fundamentado na ideia de que a comunicação na língua materna de uma pessoa toca seu coração, promovendo assim a paz e a compreensão global.

## Dia da Língua Espanhola nas Nações Unidas em todo o mundo
O Dia da Língua Espanhola nas Nações Unidas é uma comemoração que celebra a expansão e a riqueza do espanhol, um idioma que se diversificou ao longo dos séculos, desde suas raízes na Península Ibérica até sua chegada às Américas, onde foi enriquecido pela miscigenação e pela interculturalidade. Esse dia convida à reflexão sobre como o espanhol, influenciado inicialmente pelo latim e depois pelas línguas indígenas americanas, serve não somente como meio de comunicação, mas também como testemunha da história e da diversidade cultural.
No México, o maior país de língua espanhola, essa data enfatiza a importância cultural e linguística do espanhol, especialmente na esfera literária. Por sua vez, o The Hispanic Council estimou que, até 2063, os Estados Unidos se tornariam o país com a segunda maior população de língua espanhola, embora o espanhol não seja uma língua oficial lá, principalmente devido ao crescimento estimulado pela imigração hispânica.
Na Espanha, o idioma é celebrado por seu caráter pluricultural e por ser uma ferramenta para representar o mundo de forma equitativa e inclusiva.
Na Colômbia, assim como em muitos outros países, o Dia da Língua promove o uso e a valorização da língua materna, respeitando as diferenças culturais e linguísticas.
A Argentina, por sua vez, desempenhou um papel crucial na institucionalização desse dia, com a proposta original da Academia Argentina de Letras em 1938, destacando sua contribuição para a valorização da língua espanhola e de sua literatura.
No Peru, a celebração se concentra em lembrar como, sem a língua espanhola, personagens como Dom Quixote, Lazarillo de Tormes, Rosendo Maqui, o menino Júlio ou Bernarda Alba não teriam existido.
O Chile, ativo na promoção do uso do espanhol, usa essa data para refletir sobre seu papel global, inclusive em contextos atuais como os seminários sobre a COVID-19. No entanto, também há críticas à celebração desse dia, sugerindo que ele perpetua visões colonialistas e defendendo uma abordagem mais inclusiva que reconheça a diversidade linguística e questione a centralidade da Espanha na história do idioma.
Esse dia, portanto, serve como uma plataforma para o diálogo sobre a importância e o futuro do espanhol no mundo, sempre lembrando a necessidade de uma abordagem que respeite e celebre a rica diversidade cultural e linguística da comunidade global de língua espanhola.